# Großsteingrab Quetz
Das Großsteingrab Quetz war eine mögliche jungsteinzeitliche megalithische Grabanlage auf dem Quetzer Berg bei Quetzdölsdorf-Quetz, einem Ortsteil von Zörbig im Landkreis Anhalt-Bitterfeld, Sachsen-Anhalt. Die Anlage wurde 1897 von J. Schmidt ergraben. Sie war zu diesem Zeitpunkt bereits stark zerstört und wurde später vollständig abgetragen. Genauere Angaben zur Architektur des Grabes liegen nicht vor. Nach Hans-Jürgen Beier könnte es sich um ein Großsteingrab oder um ein pseudomegalithisches Mauerkammergrab gehandelt haben. Reste von Skeletten konnten bei der Untersuchung nicht festgestellt werden. An Beigaben wurden Hämmer aus Felsgestein, ein Knochen-Meißel, eine Feuerstein-Klinge und mehrere Keramikscherben gefunden. Letztere erlaubten eine Zuweisung des Grabes an die spätneolithische Bernburger Kultur. Die Funde befinden sich heute im Landesmuseum für Vorgeschichte in Halle (Saale).